# Holló László Képzőművész Kör

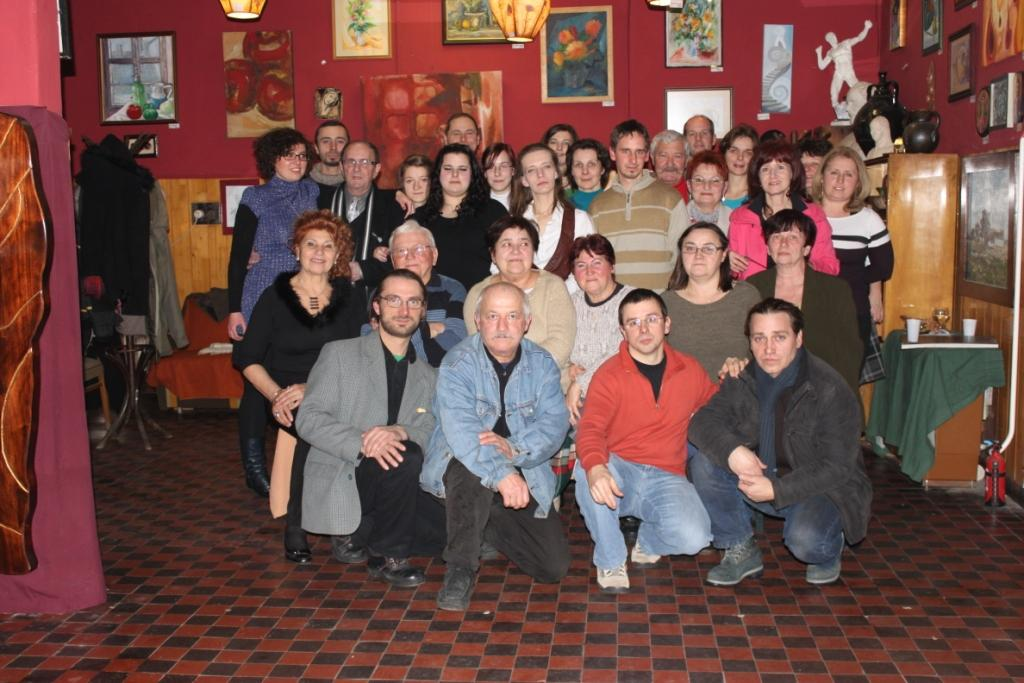
Holló László Képzőművész Kör csoportkép 2012

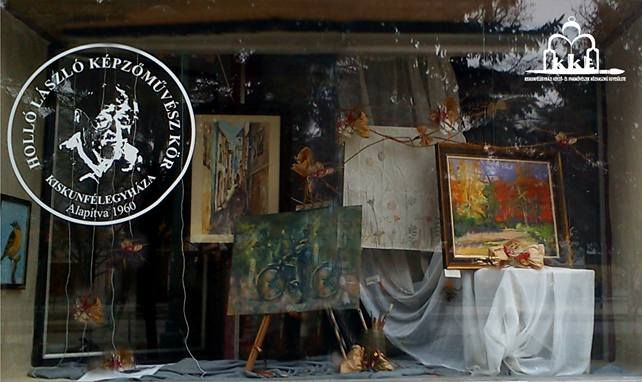
Holló László Képzőművész Kör galéria

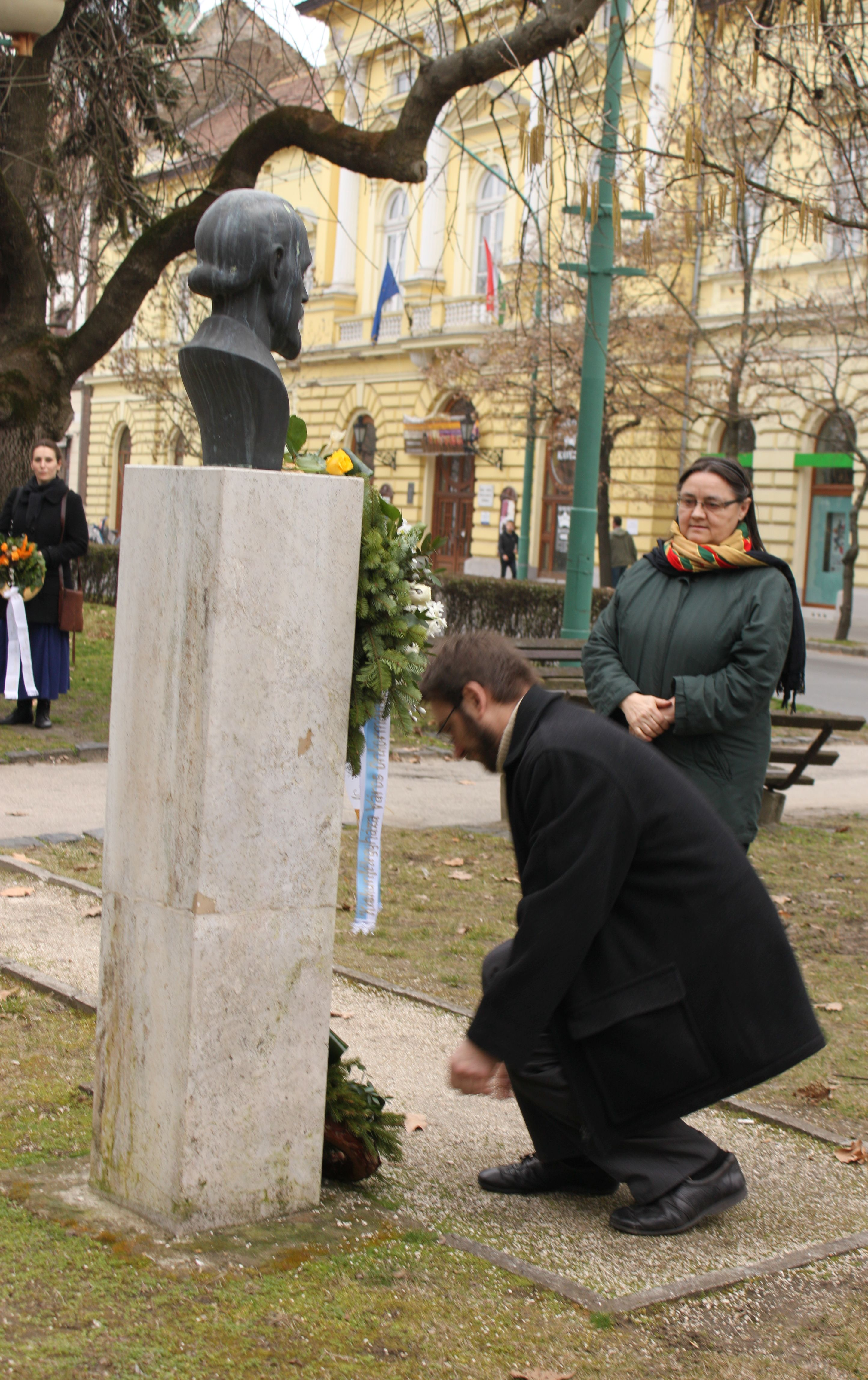
Holló László-szobor koszorúzáss Kiskunfélegyházán, 2013. március 6.

A kiskunfélegyházi Holló László Képzőművész Kör alapvető tevékenysége és célja a hagyományokon alapuló, valamint a kortárs képzőművészeti élet létező kapcsolatát megismertetni helyben, ill. a várossal kulturális kapcsolatban lévő társtelepüléseken élő művészetszerető emberekkel.
A tagok önként vállalják az egy településhez tartozás kiskunfélegyháziságát s benne a névadót, Holló Lászlót, mert összeköti őket a képző- és iparművészet iránti alázat, az alkotás felemelő érzésének ténye.

## A Kör története
1961-ben alakult a Holló László Képzőművész Kör, melynek alapvető tevékenysége és célja a hagyományokon alapuló alföldi tájfestészet, valamint a kortárs képzőművészeti élet létező kapcsolatát megismertetni helyben, ill. a várossal kulturális kapcsolatban lévő társtelepüléseken élő művészetszerető emberekkel. A Kör a mögötte hagyott félszáz esztendő megkoronázásaként 2012-ben megkapta a magyar kultúra napján a Csokonai Vitéz Mihály Közösségi díjat. A köri tagok szakmai és emberi tartása, a hagyományokban gyökerező erős közösségi magatartás a biztosíték arra, hogy a jövőben is még hosszú ideig tesz tanúbizonyságot tagjai kifejezőkészségének gazdagságáról és a köri tevékenység összetartó erejéről.
A Holló László Képzőművész Kör jelenlegi tagsága 42 fő. A közösség már több mint 50 éve töretlenül fejlődik. Lényegében két amatőr rajzszakkör lelkes fiataljai, szakmunkások és gimnazisták alapították 1961-ben Bodor Miklós grafikus vezetésével. Később Csenki Tibor vezette a kört egy évig, majd Terescsényi Endre folytatta 2003-ban bekövetkezett haláláig. 2003-tól Molnár István festőművész és Török Tamás grafikusművész a szakmai vezető. A kör folyamatosan fejlődött és a stúdium tanulmányokat készítő emberek munkacsoportjából az idők során együtt alkotó barátság által összekovácsolt, a város képzőművészeti ízlésfejlesztésében alapvető szerepet játszó valódi közösségé vált. A kör célja nem a művészképzés, annak ellenére több nagy hírű alkotónak lett nevelő műhelye. A közösség jelenlegi tagjait egyrészt megállapodott, családos, félegyházi polgárok alkotják, akik a napi munka és egyéb tevékenységük mellett szabadidejük egy részét töltik alkotással, másrészt fiatal, dinamikus egyéniségek, akik szeretnének a művészet rögös útján minél gyorsabban haladni.
A tagokat összeköti a látványkultúra fejlesztésére, a biztos vizuális szemlélet kialakítására törekvés, a permanens tanulni akarás, az önkifejezés vágya. A tagság felkészültsége kiegyensúlyozott, alkotói világukra jellemző a reális látásmód, a természetszeretet. Néhány esetben az alföldi festészet sajátosságait éppúgy megfigyelhetjük, mint az elvont képszerkesztést. Az ilyen hosszú életű alkotókör csak úgy tud folyamatosan megmaradni és működni, ha egyrészt ragaszkodik a hagyományokhoz, másrészt meg tud felelni a változó igényeknek, azaz ha jól ötvözi a régi bevált módszereket az új a felgyorsult idő által felkínált kihívásokkal.
A Kör története szervesen összefonódott Kiskunfélegyházáéval, a névadó Holló László kultuszának ápolásával. Ezt bizonyítja 2012-ben megjelent ”Festő, élsz eképpen„ című kiadvány, melyet Holló László festőművész születésének 125., valamint a Holló László Képzőművész Kör alapításának 50. évfordulója alkalmából adtak ki. A közösség egyre inkább egyfajta kulturális motorjává vált a város életének. Cél a város művészeti, kulturális életének segítése, az alkotói munka és bemutatkozás feltételeinek javítása. Alkotótábor szervezése. Egyéni és csoportos kiállítások megvalósulásának segítése. Művészeti kiadványok megjelentetésének támogatása.

## Díjak, elismerések
- 1986 - Szocialista Kultúráért-díj
- 2012 - Holló László-díj
- 2012 - Csokonai Vitéz Mihály-díj